# Manufacture des tabacs de Paris-Reuilly
L'ancienne manufacture des tabacs de Paris-Reuilly est une des manufactures des tabacs françaises située 319, rue de Charenton, dans l'ancien quartier de Reuilly, dans le 12e arrondissement de Paris. Construite en 1857, spécialisée dans les cigarettes, elle est fermée en 1969.
Les bâtiments et installations ont été démolis en 1976 puis remplacés par des immeubles d'habitation. Seuls subsistent le portail d'entrée et deux pavillons en briques de chaque côté de ce portail, au 319, rue de Charenton.